# Хол-Богаз
Хол-Богаз — кластерный участок государственного природного заповедника «Хакасский», площадью 2,5 тыс. га. Расположен в отрогах хребта Азыртал Батеневского низкогорного лесостепного округа. Рельеф резко расчлененный с крутыми склонами южных экспозиций и более пологими — северными, включает также межгорные котловины и лога. Леса представлены преимущественно парковыми лиственничниками и березово-лиственничными лесами. Есть кустарниковые заросли, мелкодерновинные степи и луга. Во флоре отмечено более 200 видов высших сосудистых растений, в т.ч. занесенные в Красную книгу РФ аистник татарский и остролодочник узколисточковый.
Из позвоночных отмечено 5 видов пресмыкающихся, 121 — птиц и 44 — млекопитающих.